# Himalopsyche malenanda
Himalopsyche malenanda är en nattsländeart som beskrevs av Schmid 1963. Himalopsyche malenanda ingår i släktet Himalopsyche och familjen rovnattsländor. Inga underarter finns listade i Catalogue of Life.